# Katerînivka, Sofiivka
Katerînivka (în ucraineană Катеринівка) este un sat în comuna Mîkolaiivka din raionul Sofiivka, regiunea Dnipropetrovsk, Ucraina.

## Demografie
Componența lingvistică a localității Katerînivka
     Ucraineană (95,83%)
     Rusă (4,17%)
Conform recensământului din 2001, majoritatea populației localității Katerînivka era vorbitoare de ucraineană (95,83%), existând în minoritate și vorbitori de rusă (4,17%).